# Alcides Arguedas Díaz
Alcides Arguedas Díaz (La Paz, 15 de juliol de 1879 - Chulumani, 6 de maig de 1946), va ser un escriptor, polític i historiador bolivià. La seva obra literària, que aborda temes relacionats amb la identitat nacional, mestissatge i problemàtica indígena, va tenir una profunda influència en el pensament social bolivià de la primera meitat del segle xx. La seva novel·la cim, Raza de bronce, és considerada una de les millors novel·les de Bolívia i una precursora de l'indigenisme.

## Política i diplomàcia
Fill de Fructuoso Arguedas i Sabina Díaz, va estudiar al col·legi Ayacucho i després Dret i Ciències Polítiques (1904) a la Universidad Mayor de San Andrés.

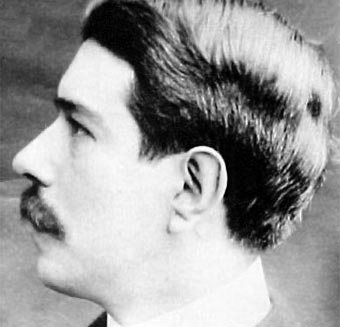
Arguedas en la seva joventut

Des de la seva època d'estudiant va col·laborar en diversos mitjans, començant per El Comercio; per a El Diario va escriure la columna A Vuelo de Pluma (1908), així com en l'efímera Revista de América y Mundial; va arribar a ser sotsdirector de El Debate (1915).
Com a diplomàtic va ser segon secretari de la Legació de Bolívia a París (1910), on coneixeria a Rubén Darío i a Francisco García Calderón i tindria com a cap a l'expresident Ismael Montes. Posteriorment, va ser enviat a Londres.
Després de tornar a Bolívia, va ser triat diputat el 1916 pel Partido Liberal, i representant bolivià en la creació de la Lliga de les Nacions (1918). Va ser així mateix cònsol general a París (1922), i ministre plenipotenciari a Colòmbia (1929), d'on va ser destituït per les seves crítiques al president Hernando Siles (1930).
Va mantenir una posició crítica cap a alguns governs, fet que li va suposar patir el desterrament (1906) i ser cessat en els seus càrrecs, i fins i tot bufetejat (pel president Germán Busch).
Senador pel departament de La Paz (1940), va arribar a encapçalar el seu partit.
Sota el govern del president Enrique Peñaranda, va exercir com a ministre d'Agricultura, Colonització i Immigració (1940), i després va marxar a Veneçuela en qualitat de ministre plenipotenciari (1941).

## Literatura

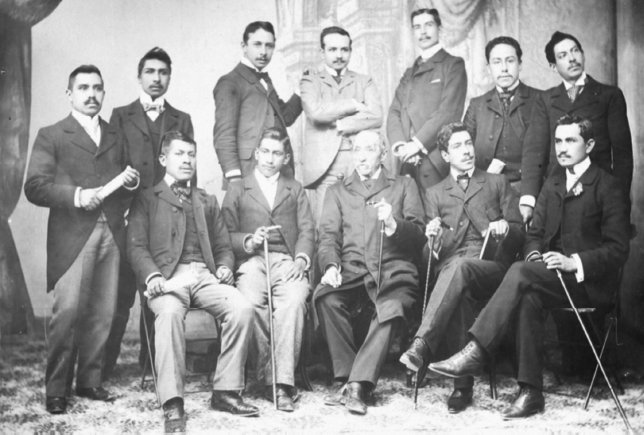
Arguedas (assegut, penúltim d'esq. a der.) amb altres intel·lectuals als anys 1920.

Arguedas és un dels escriptors bolivians més reconeguts. A la seva obra descriu a la societat boliviana i als seus pobles indígenes, amb desesperança i pessimisme. A través dels seus llibres, carregats d'anàlisi social, va buscar una solució o explicació al permanent estat de conflicte del seu país. Els conflictes entre cultures, el complex mestissatge i la relació de vegades violenta entre el món indígena i el crioll/mestís, són temes que després van ser recuperats per altres corrents del pensament, inclosos els indigenistes, encara que des d'una perspectiva diferent.
Els seus primers textos literaris daten de la seva època d'estudiant, i el primer llibre que va publicar va ser Pisagua, novel·la que va aparèixer el 1903. A l'any següent va publicar Wata-Wara. La seva producció novel·lística seguiria amb Vida criolla (1912) i culminaria amb Raza de bronce.
El seu assaig Pueblo enfermo, publicat a Barcelona el 1909, va marcar la seva consagració en les lletres hispanoamericanes, aconseguint l'elogi d'importants escriptors, com Miguel de Unamuno o Amado Nervo. No obstant això, a Bolívia va suscitar polèmica i Franz Tamayo va respondre críticament a les seves idees en els editorials que el 1910 serien compilats en el llibre Creación de la pedagogía nacional. Arguedas exposa en aquesta obra "el seu radical pessimisme", segons el qual "una mescla de fatals lleis biològiques, raons històriques i circumstàncies ambientals han fet de l'indígena una raça atrofiada o malalta. No és d'estranyar, doncs, que alguns crítics identifiquin a Arguedas amb una visió de menyspreu a la societat boliviana i neguen que sigui un autor indigenista.

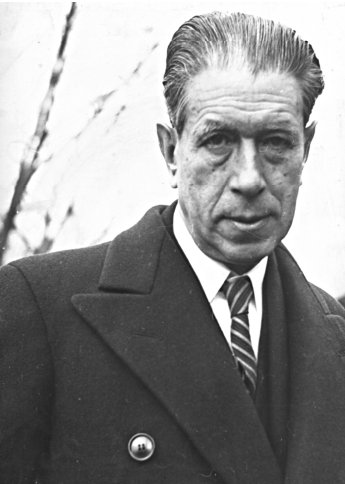
Arguedas en una de les seves últimes fotos conegudes als anys 1940.

No obstant això, en la seva novel·la cim, Raza de bronce, Arguedas toca diversos temes que posteriorment serien fonamentals en el desenvolupament de la literatura boliviana, com l'opressió crioll-mestissa als indígenes, la capacitat d'alçament d'aquests davant els abusos, el lloc en la societat dels cholo-mestissos, el desacord entre les societat criolla i la indígena a Bolívia.
Arguedas va estar escrivint aquesta novel·la pràcticament fins als últims anys de la seva vida, encara que va publicar la seva primera edició el 1919, va continuar corregint-la i reeditant-la fins a llançar la definitiva el 1945. El relat de Raza de bronce és una evolució de la seva segona novel·la, Wata-Wara, que va passar relativament desapercebuda al moment de publicar-se. A posteriori, i malgrat nombroses crítiques, va ser catalogada per experts com una de les obres essencials de la bibliografia nacional.
Amb el pas dels anys, Arguedas va trobar en la història un mitjà més directe de reflexionar i interpretar la realitat social boliviana. El seu primer llibre en aquesta àrea va ser, el 1920, La fundación de la República, que va marcar un punt d'inflexió en la vida de Arguedas: a partir d'aquí, la història i la política passen a primer pla i la literatura queda relegada a un segon lloc.
El primer volum de la seva Historia general de Bolivia va ser publicat dos anys més tard. Va concloure només cinc dels vuit toms projectats d'aquesta col·lecció, que abasta des del període fundacional fins a l'època del cabdillisme.
El 1935 Arguedas va rebre el Premi Roma a França, pel seu llibre autobiogràfic La danza de las sombras.

## Vida privada
Arguedas va contreure matrimoni amb Laura Tàpia Carro el 1910, i va quedar vidu en 1935. La parella va tenir tres filles.
El 1944 passa una temporada malalt a Buenos Aires, on deixa a Editorial Losada la versió definitiva de Raza de bronce; torna a Bolívia a l'any següent i mor de leucèmia a la localitat de Chulumani el 6 de maig de 1946, als 68 anys.

## Obres
| Any  | Obra | Gènere Literari | Editorial                                          |
| 1903 | Pisagua                                                                                                   | Novel·la        | Velarde, Aldozoza i Cia. - La Paz                  |
| 1904 | Wata-Wara                                                                                                 | Novel·la        | Luis Tasso - Barcelona                             |
| 1905 | Vida criolla                                                                                              | Novel·la        | I. Córdova - La Paz                                |
| 1909 | Pueblo enfermo. Contribución a la psicología de los pueblos hispanoamericanos                             | Assaig          | Vídua de Luis Tasso - Barcelona                    |
| 1919 | Raza de bronce                                                                                            | Novel·la        | González i Medina - La Paz                         |
| 1934 | La danza de las sombras                                                                                   | Assaig          | López i Cia. - Barcelona                           |
| 1989 | De cara a la realidad. De cómo y por qué se derrumban las naciones                                        | Assaig          | La Joventut - La Paz                               |
| 1920 | La fundación de la República                                                                              | Història        | Escuela Tipográfica del Colegio Don Bosco - La Paz |
| 1922 | Histoòria general de Bolívia. El proceso de la nacionalidad (1809-1921)                                   | Història        | Arnó Hermanos - La Paz                             |
| 1923 | Los caudillos letrados. La confederación Perú-boliviana. Ingavia                                          | Història        | López i Cia. - Barcelona                           |
| 1924 | La plebe en acción (1848-1857)                                                                            | Història        | López i Cia. - Barcelona                           |
| 1929 | Los caudillos bárbaros. Historia-resurrección. La tragedia de un pueblo (Melgarejo - Morales) 1864 - 1872 | Història        | Vídua de Luis Tasso - Barcelona                    |